# El Codro Gros
El Codro Gros és una roca singular del terme municipal de Monistrol de Calders, a la comarca del Moianès.
Aquesta mena de roques singulars aïllades reben el nom, només a Monistrol de Calders, de codros, peculiar paraula formada per la deformació de la paraula còdol.
Està situada a la part central del terme, al costat sud-est mateix de la Piscina Municipal, en el turó que domina la Urbanització Masia del Solà. Per la seva situació central, en el conjunt del terme municipal, havia servit de pedró des d'on es beneïa el terme, per la qual cosa és conegut també amb el nom del Pedró Gros.
Deu el seu nom a la peculiar forma que té, una massa compacta més grossa que els altres codros del terme.